# Calafell (kommunhuvudort)
Calafell är en kommunhuvudort i Spanien.   Den ligger i provinsen Província de Tarragona och regionen Katalonien, i den östra delen av landet, 400 km öster om huvudstaden Madrid. Calafell ligger 46 meter över havet och antalet invånare är 24 265.
Terrängen runt Calafell är platt åt nordost, men åt nordväst är den kuperad. Havet är nära Calafell söderut.  Närmaste större samhälle är Vilanova i la Geltrú, 13,4 km öster om Calafell. 